# Sennius biflorae
Sennius biflorae là một loài bọ cánh cứng trong họ Bruchidae. Loài này được Whitehead & Kingsolver miêu tả khoa học năm 1975.